# 通報艦
通報艦（つうほうかん、スペイン語・ポルトガル語: Aviso、英語: Dispatch boat）は、情報の伝達を主目的とする小型の軍艦のこと。

## 概要
無線通信技術などの情報伝達手段が発達していなかった20世紀初頭まで、艦と艦との間や地上との間での命令・報告の伝達を担った。これらの通報艦のサイズ・能力は、水雷砲艦やコルベット、スループと同等であることが多いため、通報艦という独立した艦種を設けず、これらの艦に通報艦の任務を担わせることも多かった。その後、無線通信技術が発達したことにより、伝令任務については専任の艦艇を充当する必要性が無くなったため、フランス海軍・ポルトガル海軍以外からは姿を消した。
フランス海軍・ポルトガル海軍では、本国と海外領土・植民地との間の命令・報告の伝達を担い、その任務上海路を警備し、現地での権益と治安を保護する中型艦も通報艦（Aviso）と呼び、その後伝達任務に関してはそれを終えたあとも同じ艦種名で運用された。
大日本帝国海軍では1898年（明治31年）から1912年（明治45年/大正元年）まで艦種区分として存在した。海戦では戦隊の非戦闘側を併走して旗艦の旗信号を各艦に伝える任務を負っていた。

### 20世紀以降の通報艦（Aviso）
20世紀以降、植民地・海外領土の海上治安活動については、イギリス海軍ではスループがその役割を担い、フランス海軍・ポルトガル海軍では通報艦（Aviso）、植民地通報艦（Avisos coloniais）として整備し続けていた。これらは英語文献では一般に sloop と訳され、日本語文献でもスループとなっていることが多い。
1950年代、冷戦構造の成立と海外領土の縮小を背景として、フランス海軍は、通報艦に護衛駆逐艦任務を兼任させた護衛通報艦（Aviso-escorteur）の整備を計画した。これによって配備されたのがコマンダン・リヴィエル級フリゲートであり、またポルトガル海軍も準同型艦であるジョアン・ベーロ級フリゲートを配備した。これによって、純粋な通報艦の系譜はいったん途絶えることとなった。
しかし1960年代後半、ポルトガル海軍のホジェリオ・ドオリヴェイラ設計官によって設計されたジョアン・コーチニョ級コルベットは、通報艦の原点に回帰したものとして開発された。これはポルトガルの植民地戦争を背景に、南大西洋・インド洋海域において限定戦争・低強度紛争に投入できる低コストな二線級戦闘艦として開発されたものである。1,500トン未満と小型の艦体に最低限の砲熕兵器および対潜兵器、センサー・システムを装備しているが、魚雷発射管や対艦ミサイル、個艦防空ミサイル、C4Iシステムなど、強力だが手のかかる新型装備は搭載されなかった。
コーチニョ級のコンセプトは成功したものと見なされ、同国海軍は引き続き発展型のバッティスタ・デ・アンドラーデ級コルベットの整備に入り、またスペインもデスクビエルタ級コルベットを開発した。また、フランスも同様のコンセプトによるデスティエンヌ・ドルヴ級通報艦を開発・配備した。さらに、これらのコンセプトは第三世界諸国においても支持されることとなり、デスクビエルタ級はエジプトやモロッコ、デスティエンヌ・ドルヴ級はアルゼンチンやトルコに輸出され、またアルゼンチンはドイツ製のMEKO 140型フリゲートをエスポラ級コルベットとして配備した。

## 代表的な艦・艦級
第二次世界大戦前・戦中
- フランス海軍
  - アミラル・ペルスヴァル
  - アラ級通報艦
  - マルヌ級通報艦
  - アンクル級通報艦
  - ブーゲンヴィル級通報艦
- 大日本帝国海軍
  - 八重山
  - 千島
  - 龍田
  - 宮古
  - 千早
  - 淀型（淀、最上）
  - 鹵獲艦
    - 姉川
    - 満州
    - 鈴谷
- イタリア海軍
  - エリトリア
- ドイツ海軍
  - ローレライ
  - ヘラ
- ポルトガル海軍
  - アフォンソ・デ・アルブケルケ級通報艦

第二次世界大戦後
- 護衛通報艦 /
  - コマンダン・リヴィエル級フリゲート - フランス海軍
  - ジョアン・ベーロ級フリゲート - ポルトガル海軍
  - ウルグアイ級フリゲート - ウルグアイ海軍
- コーチニョ級シリーズ /
  - ジョアン・コーチニョ級コルベット - ポルトガル海軍
  - バッティスタ・デ・アンドラーデ級コルベット - ポルトガル海軍
  - デスクビエルタ級コルベット - スペイン海軍, エジプト海軍, モロッコ海軍
- A69型 
  - デスティエンヌ・ドルヴ級通報艦 - フランス海軍
  - ドゥルモンド級コルベット - アルゼンチン海軍
  - B型コルベット - トルコ海軍